# Internazionali di Tennis di Bergamo 2022
Gli Internazionali di Tennis di Bergamo 2022 sono stati un torneo maschile di tennis professionistico. È stata la 17ª edizione del torneo, facente parte della categoria Challenger 80 nell'ambito dell'ATP Challenger Tour 2022, con un montepremi di 45 730 €. Si è svolto dal 31 ottobre al 6 novembre 2022 sui campi in cemento del Palasport di Bergamo, in Italia.

## Partecipanti

### Teste di serie
| Nazionalità | Giocatore         | Ranking* | Testa di serie |
| ----------- | ----------------- | -------- | -------------- |
| Polonia     | Kamil Majchrzak   | 82       | 1              |
| Portogallo  | Nuno Borges       | 95       | 2              |
| Cina        | Zhang Zhizhen     | 97       | 3              |
| Francia     | Grégoire Barrère  | 110      | 4              |
| Paesi Bassi | Tim van Rijthoven | 112      | 5              |
| Rep. Ceca   | Tomáš Macháč      | 115      | 6              |
| Cile        | Nicolás Jarry     | 116      | 7              |
| Spagna      | Fernando Verdasco | 120      | 8              |

* Ranking al 24 ottobre 2022.

### Altri partecipanti
I seguenti giocatori hanno ricevuto una wild card per il tabellone principale:
- Luca Nardi
- Tim van Rijthoven
- Giulio Zeppieri

Il seguente giocatore è entrato in tabellone come special exempt:
- Borna Gojo

Il seguente giocatore è entrato in tabellone come alternate:
- Dimitar Kuzmanov

I seguenti giocatori sono passati dalle qualificazioni:
- Alibek Kachmazov
- Cem İlkel
- Otto Virtanen
- Evgenij Karlovskij
- Andrea Vavassori
- Altuğ Çelikbilek

## Campioni

### Singolare
Otto Virtanen ha sconfitto in finale  Jan-Lennard Struff con il punteggio di 6–2, 7–5.

### Doppio
Henri Squire /  Jan-Lennard Struff hanno sconfitto in finale  Jonathan Eysseric /  Albano Olivetti con il punteggio di 6–4, 6(5)–7, [10–7].